# 陳樂敏
陳樂敏（英語：Monica Chan Lok Man，1967年3月17日—），香港女歌手，演藝生涯短暫，活躍於1980年代中期。

## 簡歷
陳樂敏童年時當過小演員，小學時在培正學校小學部就讀。
中學時在銅鑼灣的名校聖保祿學校就讀，與黎芷珊是同學，也一起當女童軍，二人熱愛唱歌經常參加校際歌唱比賽。於1984年初與黎芷珊及陳慧嫻一同推出首張唱片《少女雜誌》。之後陳慧嫻單獨發展，她與黎芷珊在1985年一同推出第二張唱片《少女宣言·絕對熱戀》。之後二人所屬的法安利製作公司陷入財政困難，轉營為經理人公司。陳樂敏選擇退出娛樂圈到商界發展。
2008年圈中友好陳慧嫻在《巡回奇妙世界演唱會上海站》接受訪問時透露陳樂敏已移民加拿大。

## 演出作品

### 電視（無綫電視）
- 《小太陽》單元劇（1976）
- 《狂潮》飾演 阿五（1976）
- 《年青人 - 彩虹美麗的彩虹》飾演 彩虹童年（1977）
- 《小人物 - 容姐》飾演 李家儀（1977）

### 電視（香港電台）
- 《獅子山下 - 萌》飾演 低智兒童（1977）[4]
- 《小時候 - 貓與鳥》《小時候 - 可兒》飾演 陳可兒（1977）[5]

### 電影
- 《灶底藏屍》（1976）
- 《天使出更》Carry on Doctors and Nurses（1985）

## 音樂作品

### 唱片
- 《少女雜誌》（1984）
- 《千年戀人／少女雜誌》（1985）
- 《少女宣言‧絕對熱戀》（1985）

### 歌曲
- 《俏皮小天使 Let's Go》（陳慧嫻、陳樂敏和黎芷珊合唱，收錄於陳慧嫻《故事的感覺》專輯內  1984）

## 參與演唱會
- 《第一羣星演唱會》（1984）[6]
- 《龍虎群英演唱會》（1984）[7]

## 外部連結
- 陳樂敏在香港影庫上的簡介